# Giovanni Tria
Giovanni Tria (né le 28 septembre 1948 à Rome) est un économiste et homme politique italien.

## Biographie
Professeur de politiques économiques à l'université de Rome « Tor Vergata », il est nommé en 2018 ministre de l'Économie et des Finances dans le gouvernement Conte.
En octobre 2018, Giovanni Tria annonce une « discussion constructive avec l'Europe » au sujet du budget 2019 prévu par le gouvernement italien, alors que le non-respect des critères européens en matière de réduction de la dette publique est mis en avant par la Commission européenne. Finalement, après quelques semaines de doute, un accord est trouvé entre l'Union européenne et l'Italie le 18 décembre, puis le budget 2019 revu à la baisse est approuvé par les députés italiens le 29 décembre,.